# Raphaël Blanchard
Pour les articles homonymes, voir Blanchard.
Raphaël Anatole Émile Blanchard (né le 28 février 1857 à Saint-Christophe-sur-le-Nais en Indre-et-Loire, mort le 7 février 1919 à Paris) fut un médecin et naturaliste français,.

## Biographie
À la suite d'études médicales et scientifiques, Raphaël Blanchard mena deux carrières de front : la médecine et la zoologie.

### Médecine

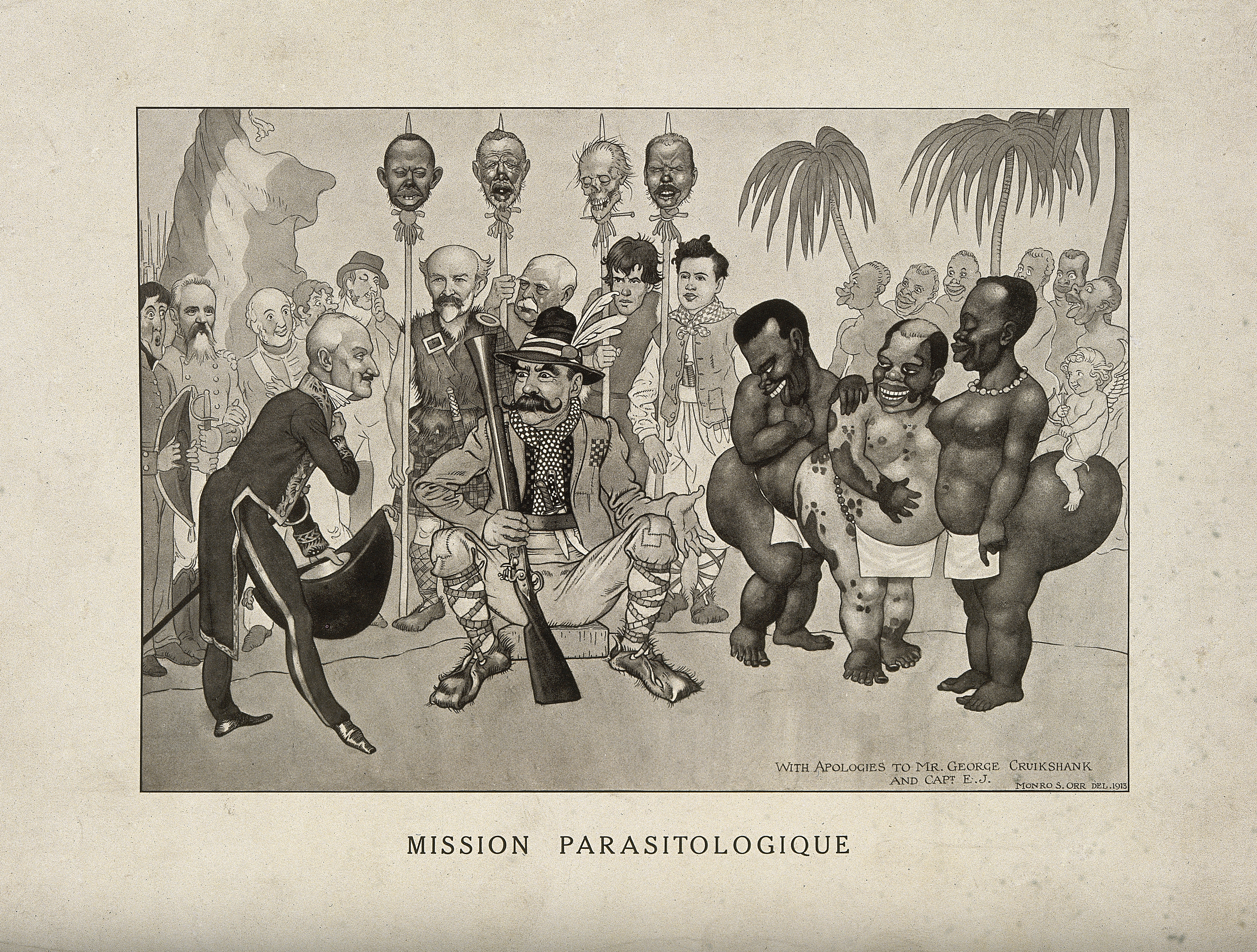
Caricature de Blanchard (à gauche) se faisant offrir par un chasseur, représentant Louis Sambon, trois femmes khoïkhoïs lors d'une conférence anglo-française sur la médecine tropicale.

Après ses études classiques, à 17 ans, il commence des études médicales à la Faculté de Paris en octobre 1874.
Il s’intéressa très tôt aux sciences naturelles puisque dès 1876 il était attaché au laboratoire d'histologie zoologique à l’École des Hautes-Études.
De 1875 à 1877, étudiant en médecine et travailleur au laboratoire d'histologie zoologique, il fut le préparateur de Charles Robin et de Georges Pouchet. Il apprit les fondements de tératologie expérimentale avec Pouchet.
En 1877, une bourse de voyages lui est décernée par le Conseil municipal de Paris, elle lui permet de fréquenter, pendant un an en Allemagne et en Autriche, les universités de Vienne, Leipzig, Berlin et Bonn. Il étudie l'embryologie à Vienne, puis l'anatomie comparée à Bonn.
En 1880, il obtient une nouvelle bourse avec mission spéciale d’étudier les sciences biologiques et l’organisation des universités à l’étranger ; il voyage ainsi en Allemagne, Russie, Finlande, Suède, Norvège et Danemark.
Collaborateur de Paul Bert, il prépare, sous la direction de son maître, sa thèse de médecine, consacrée à l’anesthésie au protoxyde d’azote, soutenue en 1880.
Cette année-là, il obtient son diplôme de docteur en médecine. Deux ans plus tard, en 1882, il est licencié ès sciences naturelles et l’année suivante, en 1883, il est nommé agrégé d’histoire naturelle de la Faculté de médecine de Paris.
Pendant cette période, il devient, tour à tour, préparateur de Paul Bert, de 1877 jusqu'en 1883, au Laboratoire de physiologie de la Sorbonne (Paris), répétiteur du cours de physiologie générale à l’Institut national agronomique et en 1878, professeur d’histoire naturelle au Lycée Louis-le-Grand, puis au Lycée Saint-Louis jusqu’en 1884.
Après sa réussite à l'agrégation, n'ayant que 26 ans, il est nommé professeur agrégé à la faculté de médecine de Paris, il y enseigne la zoologie médicale de 1883 à 1887.
En 1884, il est professeur à l'École d'anthropologie.
Cette même année, en 1884, il devient membre titulaire honoraire de la Société de biologie.
Âgé à peine de 37 ans, il est élu le 13 février 1894 à l’Académie de médecine (section de thérapeutique).
Alphonse Laveran était le rapporteur de son dossier de candidature à l’Académie de Médecine.
Blanchard suit le cours de microbiologie de l'Institut Pasteur en 1896. Séduit par la microbiologie, il oriente ses recherches sur la pathologie parasitaire en pathologie humaine.
Puis le 25 juillet 1897, il est nommé professeur titulaire de la chaire d’histoire naturelle médicale à la Faculté de médecine de Paris.
Appelé en 1897 à prendre la chaire d’histoire naturelle de la Faculté de médecine, dévolue jusqu’alors à l’enseignement de la botanique, il en obtint la transformation en chaire de parasitologie, qui lui offrait un domaine encore peu exploré.
Il y transforme complètement l'enseignement et y organise, grâce à ses collections personnelles, un musée de parasitologie.
À sa demande, la chaire d'histoire naturelle médicale prendra le nom de chaire de parasitologie en novembre 1906.
Dès 1898, il décida de fonder la revue périodique spécialisée, les Archives de parasitologie et développa une collection d’ouvrages destinés aux praticiens.
Puis, en 1902, il crée l’Institut de médecine coloniale de la Faculté de médecine de Paris. Cet institut est destiné à donner une formation en parasitologie tropicale aux médecins, français et étrangers, exerçant dans les pays chauds.
La même année, le 29 janvier 1902, Blanchard fondait, avec quelques collègues, la Société française d’histoire de la médecine.
En 1909, il devient membre de la Société de pathologie exotique.
À l’Académie de médecine, il en était le secrétaire annuel de 1912 à 1919.
Blanchard a été un chercheur qui s’est occupé de physiologie, d’anatomie pathologique et de tératologie, mais peu de médecine clinique, car il était avant tout un naturaliste.
Il était considéré comme un des pionniers français de la parasitologie et de la zoologie médicale.

### Zoologie

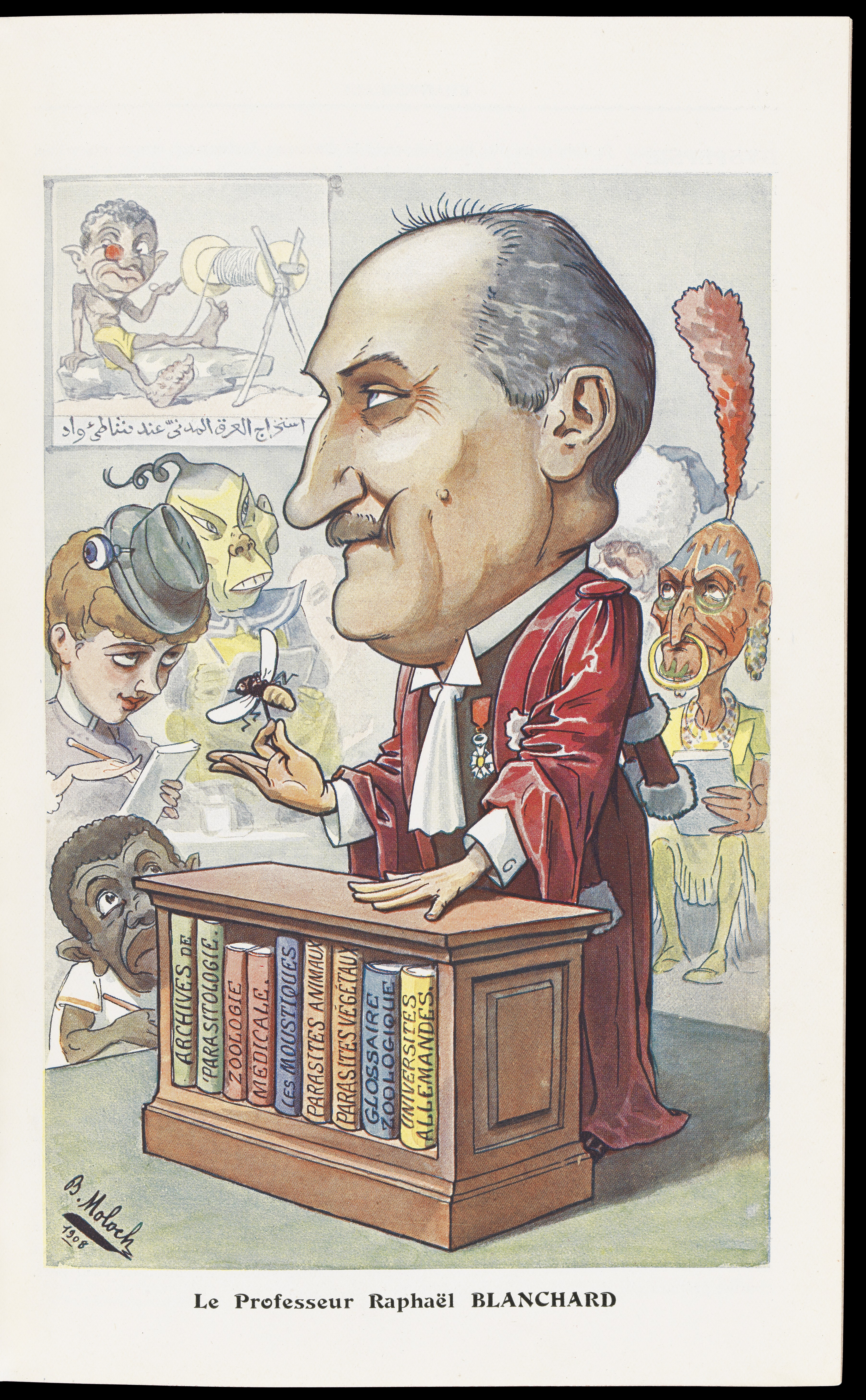
Le professeur Raphael Blanchard par B. Moloch.

Blanchard fut un des grands animateurs de la zoologie française de la fin du XIXe siècle.
Malgré son jeune âge, il participa à la séance inaugurale de la Société zoologique de France le 8 juin 1876, en tant que membre fondateur.
Attiré par la zoologie, il sera, en 1879, le secrétaire général de la Société zoologique de France, et le demeurera jusqu’en 1900.
De 1879 à 1900, il publia de nombreux travaux dans le Bulletin de la Société zoologique de France et les Mémoires de cette société.
Chercheur infatigable, il a fait de nombreuses recherches de zoologie descriptive. On lui doit la connaissance de nombreux faits nouveaux concernant hirudinées, téniades, hymenolepis, ankylostomes, moustiques.
Il se spécialisa dans l’étude des hirudinées (sangsues), des diptères parasites (moustiques). Il fit aussi diverses recherches sur les animaux les plus variés : protozoaires, mollusques, vers parasites, acariens, myriapodes, insectes et même crocodiles.
De 1889 à 1904, il participe aux congrès internationaux de zoologie (tri-annuels) au cours desquels il fait adopter des règles précises concernant la nomenclature zoologique.
En 1889, il est secrétaire général du 1er Congrès international de zoologie qui se tient à Paris à l’occasion de l’Exposition universelle.
Sa participation fut importante dans les travaux de deux des sections du congrès : la section sur la distribution des animaux et la section sur la nomenclature zoologique.
Tous ces travaux valurent à Blanchard la vice-présidence des deuxième et cinquième Congrès internationaux de zoologie qui se tinrent respectivement à Moscou en 1892 et à Berlin en 1901.
En 1895, il devient membre de la Commission internationale de nomenclature zoologique lors du troisième Congrès international de zoologie à Leyde.
En 1898, il accepta la présidence de cette commission internationale permanente lors du quatrième Congrès international de zoologie à Cambridge en Angleterre.
Lors de la séance du 9 janvier 1906, Blanchard présentait, aux membres de la Société Zoologique de France, les Règles internationales de la Nomenclature zoologique sur lesquelles il avait œuvré pour leur adoption, par la collectivité scientifique internationale, depuis 1889.

## Distinctions
- Officier d’Académie en 1888
- Officier de la Légion d’honneur en 1912[7]
- Officier de l’Instruction publique et du Mérite agricole

## Publications
Il publia un nombre considérable d’écrits (environ 500 publications). Certains articles portent sur des sujets d'anthropologie, de pédagogie, d'histoire des sciences.
Mais les publications principales, des articles dans les revues scientifiques et des monographies, concernent ses travaux de recherches de zoologie descriptive et médicale. Une cinquantaine d'articles concernent les hirudinées et une trentaine les diptères.
Il a publié avec Paul Bert, un volume intitulé Éléments de zoologie. Le Traité de zoologie médicale résume en partie cet enseignement donné à la Faculté de Médecine.
Il a fait paraître, avec Alphonse Laveran, un ouvrage en deux volumes sur Les hématozoaires de l’homme et des animaux.
- Raphaël Blanchard, De l'anesthésie par le protoxyde d'azote d'après la méthode de M. le professeur Paul Bert, Thèse de Médecine, Paris, 1880.
- Paul Bert & Raphaël Blanchard, Éléments de zoologie, G. Masson, Paris, 1885.
- Raphaël Blanchard, Traité de zoologie médicale, Librairie J.-B. Baillière et fils, 2 vol., 1886 & 1890.
  - Volume 1 : Protozoaires, histoire de l'œuf, cœlentérés, échinodermes, Vers (aneuriens, plathelminthes, némathelminthes), 1886.
  - Volume 2 : Vers (némathelminthes (suite), géphyriens, bryozoaires, brachiopodes, annélides), mollusques, arthropodes, chordés, 1890.
- Alphonse Laveran & Raphaël Blanchard, Les hématozoaires de l'homme et des animaux, Rueff et Cie, Paris, 2 vol., 1895.
- Raphaël Blanchard, "Manifestations dermiques de la goutte chez une perruche", Bulletin de la Société zoologique de France, Vol.16, 1891, p. 20-21.
- Raphaël Blanchard, Les Moustiques : Histoire naturelle et médicale, F.R. de Rudeval, Paris, 1905. Texte disponible en ligne sur LillOnum.
- Raphaël Blanchard, "Règles internationales de la Nomenclature zoologique adoptées par les Congrès internationaux de Zoologie", Bulletin de la Société zoologique de France, Vol.31, 1906, p. 15-35.
- Raphaël Blanchard, Glossaire allemand-français des termes d’anatomie et de zoologie, Asselin et Houzeau, Paris, 1908.
- Raphaël Blanchard, Épigraphie Médicale : Corpus inscriptionum ad medicinam biologiamque spectantium, Asselin et Houzeau, Paris, 1909.
- Raphaël Blanchard, L’insecte et l’infection : Histoire naturelle et médicale des arthropodes pathogènes, Librairie scientifique et litteraire, Paris, 1909.

Il a rédigé de nombreux articles pour le Dictionnaire Encyclopédique des Sciences Médicales de Dechambre et Lereboullet.
Il s'est intéressé au folklore durant ses loisirs, en Touraine puis en Briançonnais :
- Raphaël Blanchard (1857-1919) : folkloriste de la Touraine et du Briançonnais, Paris, Éd. L’Harmattan, coll. Historiques, 2024, 98 p.